# 人猿泰山 (1999年電影)
《人猿泰山》（英語：Tarzan of the Apes）是一部動畫音樂冒險電影，由黛安·艾斯肯納吉和黛西·萊特製片，由馬克·楊編劇，改編自美國作家愛德加·萊斯·巴勒斯的作品《人猿泰山》。理查·華格納和女武神的騎行做於電影的開頭場面。它在1999年3月9日發售成為家庭錄影帶。

## 故事情節
某艘前往非洲的船，在船上的船員瘋麥可（Mad Michael）和船長發生叛變。在叛變發生時船上的約翰‧克萊頓（John Clayton）和他懷孕的妻子愛麗絲‧克萊頓（Alice Clayton）「葛雷史東克勳爵夫婦（Lord and Lady Greystoke）」被迫上了小船，然後被丟下，他們倆就坐著船漂啊漂啊的，來到非洲的島上。
上岸後的約翰與愛麗絲，決定在島上某地蓋小木屋，並把船員放在他們船上裝滿金幣的箱子，埋藏在小木屋的地板下方。過了些時日，愛麗絲生下了她和約翰的兒子約翰‧克萊頓二世（John Clayton, Jr.）。他們倆和約翰二世一起過著一段很愉快的生活，同時受到島上的猩猩凱拉（Kala）和老猩猩柯查克（Kerchak）的光顧。可是好景不常，約翰與愛麗絲染上某疾病，不久愛麗絲就撒手人寰，而將不久於人世的約翰在死前一直在日記上記錄著他們在非洲的生活。
某天時常光顧約翰與愛麗絲的小木屋的柯查克與凱拉，發現不對勁，來到屋裡發現約翰與愛麗絲夫婦倆都死了，但凱拉發現搖籃裡的約翰二世還活著，就在離開前把約翰二世抱了出來，雖然老柯查克十分的不願意，但是凱拉還是決定要收養他，並將他命名為泰山（Tarzan），猿類語為白皮膚（White Skin）之意。
凱拉的兒子泰可茲（Terkoz）更成為泰山的兒時玩伴，隨著時間的流逝，泰山也慢慢的長大，但由於泰山與泰可茲他們長相不同，時常被泰可茲他和朋友們恥笑和排擠。泰山在失意之餘，遇見了大象坦多（Tantor），隨後就玩在一起。不久之後，他發現了森林裡的小木屋，在屋裡有兩具散亂的骸骨，但泰山並不在意，此時他意外對書本產生了興趣，發現書中的奧秘，慢慢的他也習慣使用小木屋裡的東西，並意外發現埋藏在木板底下滿滿的金幣。
只要一有空，泰山就在小木屋裡讀書，但時常還會受到泰可茲邀約去驅趕襲擊柯查克地盤的波爾加尼的大猩猩（Bolgani the gorilla）。某天，泰山在坦多背上讀書時，意外的發現非洲土著使用的弓箭，他立即連想到書中提到的東西，並趁他們不注意時把它拿走，然後使用的越來越熟練了。某天，凱拉出外覓食，不巧中了土著的陷阱，泰山就把拿到的弓箭，趕走了那些土著，並救了凱拉，凱拉是萬分的感謝，由於這件事情，讓其他猩猩們對泰山刮目相看，除了老柯查克外。
由於泰山漸漸有了名氣，柯查克看在眼裡不是滋味，某天他找泰山來決鬥，但卻意外被泰山打倒，失敗的柯查克就此離開了，而泰山則成為叢林之王。
某天，泰山遇見了遭到船難的珍‧波特（Jane Porter），她的父親阿基米德‧波特教授（Professor Archimedes Porter）還有他們的老女傭愛絲梅拉達（Esmeralda）住進泰山讀書寫字的小木屋。泰山趁他們不注意時，在門口留張他寫的字條，在上面寫著「這是泰山的屋子，泰山看管的，人猿泰山（This is the House of Tarzan. Tarzan Watches. Tarzan of the Apes.）」。波特教授對於字條的內容絲毫不在意，而珍卻想見見泰山到底是誰。
隔天珍到叢林去探險，卻不幸遇到獅子，泰山在此時救了珍，之後泰山用火趕跑了獅子。珍如願見到泰山，可是泰山卻不會說珍的語言，此時波特教授來尋找女兒珍，卻意外發現珍和名為泰山的野人在一起。波特教授本想帶珍回去，可是珍卻想和泰山一起到叢林去冒險，然後他們兩人墜入了愛河。
當晚，波特教授發現屋子主人留下的日記，包括小男嬰還有寶藏的事情。不久波特教授和老女傭愛絲梅拉達在小木屋外某地尋寶，而珍在島上的每天都在寫日記，珍在寫完時去幫他父親時，泰山就在此時看了她寫的日記，並發現她有個未婚夫羅伯特·康勒（Robert Canler）。泰山很懊惱，他就在珍的日記裡寫下他的名字，便想讓珍去發現。
此時愛絲梅拉達發現海面上有一艘大船，波特教授看到後想說得救了，因此他和女傭兩欣喜若狂的奔到那裡，而珍被泰山的呼叫聲給吸引，看到的泰山在她日記裡的留言，非常高興，只是她沒有想到，老柯查克悄悄接近她，珍被突如其來猩猩柯查克給嚇昏過去，接著柯查克擄走珍然後爬到一棵高樹上，想用她來威脅泰山，說如果接近他那他就要把這女人丟下去摔死。在這過程中沒想到柯查克腳下的樹枝突然開始出現裂縫，就快要斷掉了。柯查克把珍丟下去時，泰山正好接住了她，這時柯查克腳下的樹枝整個斷裂讓他掉了下去，要掉下去的一瞬間泰山一手接住了他，可是柯查克不願讓泰山救而鬆手，就這樣他從高空中掉落並摔到地面死了。珍醒來後發現是泰山救了她，讓她非常的高興，此時泰山把他身上的信物給了珍，做為他給珍的定情物。
另一方面為了尋找泰山他們而從船上下來的軍官，在游走叢林時被當地的土著給擄走，只有一個逃了出來。在泰山了解原委後便回叢林去救那位軍官，他趁土著們不注意時把那個軍官救了出來，並得知他的是陸軍中尉保羅‧達諾（Lieutenant Paul D'Arnot）。達諾因為泰山救了他，也知道泰山不會說人話，就在島上慢慢的教他，到了最後泰山終於能和他溝通了。可是那時珍卻和波特教授他們卻搭船離開了非洲，是因為波特教授認為等那麼久卻沒見泰山和達諾回來，以為他們都被土著殺了，但珍內心深處卻認為泰山還活著，在船上的夜晚她都會想起和泰山在一起的日日夜夜。
等泰山帶著達諾來到珍停留的小木屋，卻發現人去屋空，此時泰山發現珍在門上留下的字條，寫明說泰山如果看到要找她那就去馬里蘭州的巴爾的摩找她。達諾想幫助泰山，但要回去需要一筆資金，而泰山就告訴達諾埋藏在地板下的滿滿金幣，達諾發現事情解決了，就和泰山搭乘輪船前往珍所在的地方，並在船上為泰山訂做一件合身的西裝。
不久珍要在教堂與康勒結婚，但是珍想起泰山之前給她的信物，她就沒那個想結婚的心情，而一旁為珍妝扮的愛絲梅拉達也很難過。在婚禮進行時，教堂突然失火了，慌亂之餘珍聽到了泰山的呼叫聲，而珍又再一次被泰山拯救。波特教授謝謝泰山救了她女兒，而康勒不滿泰山，但最後康勒還是被泰山給趕跑了，事後提供一車的金幣給珍當聘禮。
這時愛絲梅拉達撿到珍掉在地上的信物，打開後發現裡面是約翰與愛麗絲(葛雷史東克勳爵夫婦)的照片，波特教授這才發現泰山就是葛雷史東克勳爵日記裡提到的那個小男嬰，也就是約翰‧克萊頓二世，次代的葛雷史東克勳爵。但是泰山不在乎名聲和爵位，他只想要回非洲當「人猿泰山」，而珍也非常願意和泰山在一起，最後珍與泰山一起回非洲生活，並受到叢林裡所有動物的愛戴，故事結束。

## 登場人物
- 泰山/約翰·克萊頓二世，葛雷史東克勳爵（Tarzan/John Clayton, Jr.，Lord Greystoke）

故事的主角。在漂流到島上父母雙亡後由猩猩凱拉代為照顧，並成長為很健壯的青年，還是會自己讀書識字的天才。並在某天遇到和自己同為人類的珍·波特後，他對珍一往情深，並在見了面後兩人墜入了愛河。最後在救了陸軍中尉保羅·達諾後與他一起來到巴爾的摩的教堂來個英雄救美，最後和珍一起回到非洲生活。
- 約翰·克萊頓一世，葛雷史東克勳爵（John Clayton, Sr.，Lord Greystoke）

泰山（約翰二世）的父親，由於船上叛變，她和愛麗絲被丟下船，兩人漂到非洲的島上，並在島上一起建照住人的小木屋，還有與愛麗絲一起迎接他們的兒子約翰二世，在一起過一段愉快的生活，但不久之後卻染病死上他每天寫的日記上。
- 愛麗絲·克萊頓，葛雷史東克勳爵夫人（Alice Clayton，Lady Greystoke）

泰山（約翰二世）的母親，由於船上叛變，她和約翰被丟下船，兩人漂到非洲的島上，並在島上一起建照住人的小木屋，還有與約翰一起迎接他們的兒子約翰二世，在一起過一段愉快的生活，但不久之後卻染病死在病榻上。
- 瘋麥可（Mad Michael）

在船上發動叛變的人，就是他使得葛雷史東克勳爵夫婦漂流到非洲並客死異鄉的罪魁禍首。
- 柯查克（Kerchak）

一隻深棕色的雄性老猩猩，個性固執古怪，他在泰山的人類父母還在世時，時常和凱拉一起去看看約翰二世（泰山）。而他從來就不喜歡泰山，不論是泰山的人類父母還在世，或是在猩猩群裡長大，他都非常不喜歡泰山。在某一次和泰山決鬥時，失去了寶座，後來為了討回來，綁走了珍對泰山作要脅，在最後一刻泰山想救他時，他卻依然固執不從，從高空中摔落而死。
- 凱拉（Kala）

一隻淺白色的雌性猩猩，個性和善溫柔，是泰可茲的母親，她在泰山的人類父母還在世時，時常和柯查克一起去看看約翰二世（泰山），並在泰山的人類父母死後收養他，把他當成親生孩子般照顧。
- 泰可茲（Terkoz）

凱拉的一隻深褐色的猩猩兒子，時常和他的猩猩夥伴們取笑泰山和他們不一樣，不過他並沒有惡意，他還有和泰山一起防止波爾加尼的猩猩們攻佔地盤。
- 坦多（Tantor）

泰山在失意時認識的大象，和猩猩們一樣很喜歡吃香蕉，同時也是泰山讀書時的坐騎。
- 波爾加尼的大猩猩（Bolgani the Gorilla）

時常攻擊柯查克地盤的猩猩們，最後的下場都被泰山趕跑了。
- 珍·波特（Jane Porter）

漂流到非洲的波特教授的女兒。在見到泰山後，與泰山一起墜入愛河。雖然她有一個在美國的未婚夫羅伯特·康勒，但是最後她選擇了泰山。
- 阿基米德·波特教授（Professor Archimedes Porter）

珍的父親，最初見到泰山只認為他是個野蠻的野人，不願意珍和他在一起。後來發現了小木屋主人的日記，最後在泰山就了火場中的珍後，對泰山有些改觀，在愛絲梅拉達告訴他信物裡的人物後，他也知道泰山就是日記裡提到的那個小男嬰約翰·克萊頓二世，葛雷史東克勳爵。
- 愛絲梅拉達（Esmeralda）

服侍波特一家的老女傭，幫忙波特教授和珍小姐做事。對於泰山似乎有好感，在撿到泰山給珍的信物，在打開後赫然發現泰山的真實身分。
- 陸軍中尉保羅·達諾（Lieutenant Paul D'Arnot）

來到非洲的陸軍中尉，在尋找泰山和珍的時候，不慎被土著擄走，被泰山所救，教泰山說人類語言，還助泰山一臂之力使泰山能和珍在一起。
- 羅伯特·康勒（Robert Canler）

珍的未婚夫，見到泰山時看他不順眼，但最後被泰山嚇人的舉動趕跑了。

## 歌曲
- 我夢想的孩子（Child of My Dreams）
- 人猿泰山（Tarzan Of The Apes）
- 永恆的愛（Everlasting Love）

## 製作筆記
- 這部電影是由索尼奇蹟發行的著迷故事系列。
- 這部電影是在1997年製作的，但是在1999年3月9日只有以家庭錄影帶的方式發售，不過卻比迪士尼所製作的泰山早了3個月出現。

## 外部連結
- 互联网电影数据库（IMDb）上《Tarzan of the Apes》的资料（英文）
- （英文）著迷故事：人猿泰山 （页面存档备份，存于）